# موسى المشرع (رواية)
موسى المشرع (بالإنجليزية: Moses the Lawgiver)‏ هي رواية للكاتب الأسترالي توماس كينيلي، نشرت عام 1975، لأول مرة عن دار نشر هاربر آند رو.